# Paracirrhites forsteri
Paracirrhites forsteri és una espècie de peix pertanyent a la família dels cirrítids. És inofensiu per als humans i es comercialitza principalment fresc.
Pot arribar a fer 22 cm de llargària màxima (normalment, en fa 18). És de color groguenc amb una franja negrosa a la part superior, mentre que el cap i la part anterior del cos tenen petites taques vermelloses fosques. Tot i així, el seu color canvia amb el creixement i entre diferents adults. 10 espines i 11 radis tous a l'aleta dorsal i 3 espines i 6 radis tous a l'anal.
Es troba a la conca Indo-Pacífica: des del mar Roig i l'Àfrica oriental fins a les illes Hawaii, les illes de la Línia, les illes Marqueses, l'illa Ducie, el sud del Japó, Nova Caledònia i les illes Australs. És absent, en canvi, del golf Pèrsic i del golf d'Oman. És un peix marí, bentònic, associat als esculls i de clima tropical (24 °C-27 °C; 32°N-29°S) que viu entre 1 i 35 m de fondària (normalment, entre 5 i 35), el qual tendeix a posar-se sobre les branques exteriors del coralls dels gèneres Stylophora, Pocillopora i Acropora Menja principalment peixets i crustacis.
És territorial i forma harems.